# Masdevallia welischii
Pả Vi là một xã thuộc huyện Mèo Vạc tỉnh Hà Giang. Phía bắc giáp xã Pải Lủng, Xín Cái, phía nam giáp xã Tả Lủng, Thị trấn Mèo Vạc, Phía đông giáp xã Giàng Chú Phìn, phía tây giáp xã Sủng Trà.
| Mục lục - Vị trí địa lý - Dân số - Hành chính - Lịch sử - Kinh tế - Chú thích | Mục lục - Vị trí địa lý - Dân số - Hành chính - Lịch sử - Kinh tế - Chú thích | Mục lục - Vị trí địa lý - Dân số - Hành chính - Lịch sử - Kinh tế - Chú thích | Mục lục - Vị trí địa lý - Dân số - Hành chính - Lịch sử - Kinh tế - Chú thích |
| ----------------------------------------------------------------------------- | ----------------------------------------------------------------------------- | ----------------------------------------------------------------------------- | ----------------------------------------------------------------------------- |

- Vị trí địa lý